# Šestajovice (okres Náchod)
Šestajovice jsou obec v okrese Náchod v Královéhradeckém kraji. Žije zde 162 obyvatel.

## Historie
První písemná zmínka o vesnici pochází z roku 1450, kdy zde byla zemanská tvrz Jana Veselického.
Roku 1900 měla obec 70 domů a 411 obyvatel (všichni české národnosti).

### Exulanti
V době pobělohorské během slezských válek emigrovaly z náboženských důvodů celé rodiny do pruského Slezska. Dělo se tak pod ochranou vojska pruského krále Fridricha II. Velikého. Hromadnou emigraci nekatolíků zpočátku organizoval Jan Liberda a zprostředkoval ji generál Christoph Wilhelm von Kalckstein. Z Šestajovic uprchli nekatolíci: Jan Javůrek, Václav Javůrek, Václav Mezlecký, Jan Přibyl, Matěj Ast a Jan Janko.

## Přírodní poměry
Vesnice stojí v Orlické tabuli. Jihovýchodně od ní se nachází přírodní rezervace Šestajovická stráň. Podél části severozápadního úseku hranice katastrálního území vede koryto původního toku Metuje, které je chráněno jako přírodní památka Stará Metuje.

## Obyvatelstvo
| Rok            | 1869 | 1880 | 1890 | 1900 | 1910 | 1921 | 1930 | 1950 | 1961 | 1970 | 1980 | 1991 | 2001 | 2011 | 2021 |
| -------------- | ---- | ---- | ---- | ---- | ---- | ---- | ---- | ---- | ---- | ---- | ---- | ---- | ---- | ---- | ---- |
| Počet obyvatel | 523  | 555  | 561  | 523  | 529  | 467  | 439  | 304  | 283  | 246  | 196  | 175  | 176  | 175  | 178  |
| Počet domů     | 81   | 84   | 90   | 92   | 95   | 93   | 109  | 116  | 95   | 86   | 75   | 100  | 95   | 76   | 99   |

## Obecní správa
Mezi lety 1850–1976 Šestajovice byly obcí v okrese Dvůr Králové nad Labem (1869–1930) (v letech 1850–1880 Dvůr Králové), posléze v okrese Jaroměř (1950) a později v okrese Náchod. Od 30. dubna 1976 do 31. srpna 1990 patřily jako část obce k Jasenné a od 1. září 1990 jsou opět samostatnou obcí.

### Části obce
- Šestajovice
- Roztoky

### Obecní symboly
Znak a vlajka byly obci uděleny rozhodnutím předsedy Poslanecké sněmovny Parlamentu České republiky dne 22. října 2008.